# Claudio Úbeda
Claudio Fernando Úbeda (* 17. September 1969 in Rosario) ist ein ehemaliger argentinischer Fußballspieler und -trainer.

## Karriere
Úbeda begann seine Karriere 1990 beim Erstligisten Rosario Central. Für Rosario bestritt er 116 Erstligaspiele und schoss dabei sechs Tore. 1994 wechselte er zum mexikanischen Verein Querétaro. 1995 kehrte er nach Argentinien zurück und unterschrieb einen Vertrag bei Racing Club. 1995/96 wurde er mit dem Verein Vizemeister der Primera División (Apertura) sowie 2001/02 argentinischer Meister (Apertura). Für Racing Club bestritt er 274 Erstligaspiele und schoss dabei sieben Tore. 2004 wechselte er zum japanischen Erstligisten Tokyo Verdy und gewann im selben Jahr den Kaiserpokal. 2005 kehrte er zu Racing Club zurück. 2007 wechselte er zu Huracán. 2007 beendete er seine Karriere als Fußballspieler.

## Erfolge
Racing Club
- Argentinischer Meister: 2001/02 (Apertura)

Tokyo Verdy
- Japanischer Pokalsieger: 2004